# Vindafjord
Gmina Vindafjord (norw. Vindafjord kommune) – gmina leżąca w regionie Rogaland w Norwegii. Jej siedzibą jest miasto Sandeid.
Vindafjord jest 226. norweską gminą pod względem powierzchni.

## Demografia
Według danych z roku 2005 gminę zamieszkuje 4700 osób. Gęstość zaludnienia wynosi 10,58 os./km². Pod względem zaludnienia Vindafjord zajmuje 201. miejsce wśród norweskich gmin.
| ludność stan na 1 stycznia 2005 |         |           |       |
|                                 | kobiety | mężczyźni | razem |
| osób                            | 2408    | 2292      | 4700  |
| %                               | 51,23%  | 48,77%    | 100%  |

| wykształcenie stan na 1 października 2004 |        |         |        |        |
|                                           | podst. | średnie | wyższe | niezn. |
| osób                                      | 786    | 2365    | 478    | 57     |
| %                                         | 21,32% | 64,16%  | 12,97% | 1,55%  |

## Edukacja
Według danych z 1 października 2004:
- liczba szkół podstawowych (norw. grunnskolar): 5
- liczba uczniów szkół podst.: 682

## Władze gminy
Według danych na rok 2011 administratorem gminy (norw. rådmann) jest Kristian Birkeland, natomiast burmistrzem (norw. ordfører, d. borgermester) jest Arne Bergsvåg.